# Ouragan Joan-Miriam
L'ouragan Joan, qui s'est formé le 10 octobre 1988 et s'est dissipé le 2 novembre de la même année, était un ouragan de catégorie maximale 4 sur l'échelle de Saffir-Simpson qui a fait des morts dans plus d'une douzaine de pays dans les Caraïbes et l'Amérique centrale. L'ouragan Joan a causé des inondations et plus de 200 morts après s'être déplacé vers l'Amérique centrale. Les problèmes économiques et humains de la région, particulièrement ceux du Nicaragua, ont été exacerbés par ses pluies diluviennes et ses vents destructeurs.
Après avoir traversé l'Amérique centrale, Joan a débouché sur le Pacifique Nord et le cyclone tropical a été renommé tempête tropicale Miriam. La dissipation de cette dernière s'est produite bien au large du sud-ouest du Mexique. Joan-Miriam fut le dernier ouragan de la Saison cyclonique 1988 dans l'océan Atlantique nord et le dernier système tropical nommé dans le Pacifique Nord-Est.

## Évolution météorologique

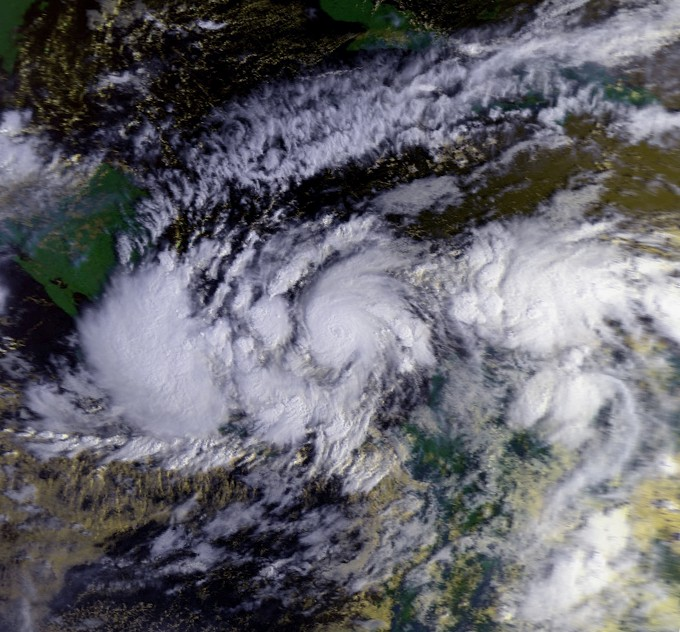
L'ouragan Joan le 19 octobre.

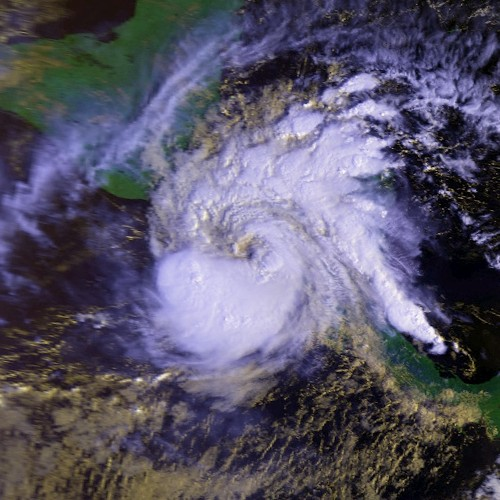
La tempête tropicale Miriam le 23 octobre.

L'ouragan Joan s'est développé dans la zone de convergence intertropicale en tant que dépression tropicale le 10 octobre et a plus tard été désigné « Tempête tropicale Joan » tout en étant situé à une faible latitude dans l'océan Atlantique,.
Joan s'est progressivement renforcé en passant au sud des îles du Vent le 15 octobre. Elle a continué en direction de l'ouest et passa la péninsule de Guajira le 17 octobre. Après être entré dans  l'extrême sud-ouest de la mer des Caraïbes, Joan est devenu un ouragan. Il a ensuite exécuté une petite boucle dans le sens antihoraire, possiblement dû à la dépression tropicale Dix-huit située à proximité. 
La remontée d'eau froide due au pompage d'Ekman de l'ouragan faisant du surplace a affaibli le système. Comme la dépression Dix-huit s'est dissipée, Joan a repris sa trajectoire vers l'ouest tout en se creusant. Avec une pression minimale de 932 hPa, Joan fut l'un des plus puissants ouragans d'octobre depuis 1961. Étant situé à 12 °N, il s'agissait aussi du plus méridional ouragan à atteindre la catégorie 4 jamais enregistré à cette époque. Ce record a depuis été battu par l'ouragan Ivan,,.
Joan a touché terre juste au sud de Bluefields le 22 octobre. Il est passé par la partie nord du lac Nicaragua, par Managua, avant d'entrer dans le Pacifique, proche de León, le 23 octobre. Joan est resté un ouragan ou une tempête tropicale pendant son passage sur l'Amérique centrale et est devenu une tempête tropicale minime lorsqu'il a atteint de Pacifique. Conformément à la politique de l'époque, Joan a été rebaptisé Miriam.
La tempête tropicale Miriam a balayé la côte de l'Amérique centrale et a atteint son apogée de 986 millibars le 24 octobre. Normalement, une telle pression faible indiquerait un ouragan de catégorie 1, mais à cause de sa convection désorganisée, Miriam n'est pas «devenu» un ouragan. L'interaction du sol et le cisaillement du vent ont affaibli Miriam. Elle alors devenue une dépression tropicale le 26 octobre.
Les restes de Miriam ont continué vers la mer et se sont « régénérés » le 30 octobre. La dépression tropicale a continué dans les jours suivants jusqu'à sa deuxième et dernière dissipation le 2 novembre.

## Impacts
| Impacts par pays | Impacts par pays | Impacts par pays |
| Pays             | Morts            | Dégâts           |
| ---------------- | ---------------- | ---------------- |
| Nicaragua        | 148-248          | $751,1 millions  |
| Costa Rica       | 28-46            | $60 millions     |
| Colombie         | 25               | $1 milliard      |
| Venezuela        | 11               | Inconnu          |
| Panama           | 7                | $60 millions     |
| Total            | 219-337          | $1,87 milliard   |

L'ouragan Joan a tué au moins 216 personnes et a fait 118 disparus. Le coût total des dégâts était aux alentours de 2 milliards de dollars américain (1988). Tous les morts et la plupart des dommages étaient dus à la portion de Joan de l'ouragan Joan-Miriam. 

### Petites Antilles
Aucune victime n'a été signalée dans les îles du Vent, incluant la Grenade, où, le 15 octobre, Joan a touché terre. Le 16 octobre, en passant juste au sud où les îles d'Aruba, Bonaire et Curaçao avec des vents de 65 km/h et des rafales de 90 km/h, Joan a endommagé des installations côtières et des toits. Les dégâts structurels de la tempête ont été estimés à 1,5 million $ (1988 USD). L'humidité dans le sillage de Joan a causé beaucoup de précipitations sur les îles pendant plusieurs jours, conduisant à d'importantes inondations. À la Trinité-et-Tobago, Joan a été décrit comme un «inconvénient mineur». Des vents allant jusqu'à 82 km/h et des rafales jusqu'à 103 km/h ont été enregistrées sur la Grenade. De fortes pluies se sont élevées à  (152 mm) à Saint-Georges. Des inondations significatives ont été signalées dans toute l'île, entraînant des centaines de milliers de dollars de dommages. Une rare invasion de criquets pèlerins africains dans les îles du Vent a été attribuée à la tempête.

### Amérique du Sud
Au Venezuela, 11 personnes furent tuées à cause d'inondations, elles-mêmes causées par les fortes pluies. Des glissements de terrain et des inondations ont tué 25 personnes en Colombie. Les pluies et les inondations ont laissé 27 000 personnes sans abri. En Colombie, les dommages se sont élevés à 1 milliard $.

### Nicaragua
La plus grande partie de la destruction était au Nicaragua. Dans tout le pays, 148 personnes ont péri, 184 ont été gravement blessées, et 100 ont été portées disparus. Environ 23000 maisons ont été détruites et 6000 endommagées. Plusieurs établissements sur la côte atlantique du pays ont été complètement détruits. La compagnie nationale d'électricité avait 620 miles (1000 km) de lignes électriques brisées, avec un coût de 2,5 millions de dollars.

### Reste de l'Amérique centrale
Au Costa-Rica, 28 personnes ont été tuées, 75 blessées et 18 ont disparu. Des précipitations ont « jeté » 20 rivières hors de leur lit, inondant 75 établissements, incluant la ville de Quepos sur la côte ouest. Les dégâts au Costa-Rica se sont élevés à 65 millions $.